# Kerktoren van Gulpen
De oude kerktoren van Gulpen is de romaanse kerktoren van de verdwenen Sint-Petruskerk in het dorp Gulpen in de tegenwoordige gemeente Gulpen-Wittem in de Nederlandse provincie Limburg. De kerktoren staat aan de Prof. Cobbenhagenstraat en is gelegen op een heuvel in het dorp.
Tegen de kerktoren is de pastorie gebouwd en naast de toren ligt het kerkhof. De toren is een rijksmonument.
De Sint-Petruskerk ligt ongeveer 250 meter ten zuidwesten van de oude kerktoren en de Toeristenkerk en het verdwenen Leopoldskerkje ligt/lag op ongeveer 200 meter zuidwestelijk.

## Geschiedenis
In de 11e-13e eeuw werd de dorpskerk gebouwd. Van deze middeleeuwse kerk is de kerktoren nog het enige bestaande deel. Gezien haar bouw (muren van 1,5 tot 2 m dikte) en haar ligging heeft zij waarschijnlijk oorspronkelijk tevens als verdedigingstoren gediend, waar ook de plaatselijke bevolking bij dreigend gevaar haar toevlucht kon zoeken.
In 1732 werd tegen twee zijden van de toren de pastorie gebouwd.
In de periode 1663-1830 werd de kerk onder het simultaneum gebruikt door de katholieken en de protestanten. Na 1830 mochten de protestanten geen gebruik meer maken van de kerk en maakten in de eerste jaren daarna gebruik van de pastorie. Vanaf 1837 kregen ze een eigen kerkgebouw met het Leopoldskerkje.
In 1924 werd er een nieuwe neoromaanse Sint-Petruskerk gebouwd en werd de oude Sint-Petruskerk afgebroken, waarbij de kerktoren bleef staan.
In 2009 werd de toren gerestaureerd.
Vanaf 2010 doet deze toren dienst als officiële trouwlocatie van de gemeente Gulpen-Wittem.

## Externe links

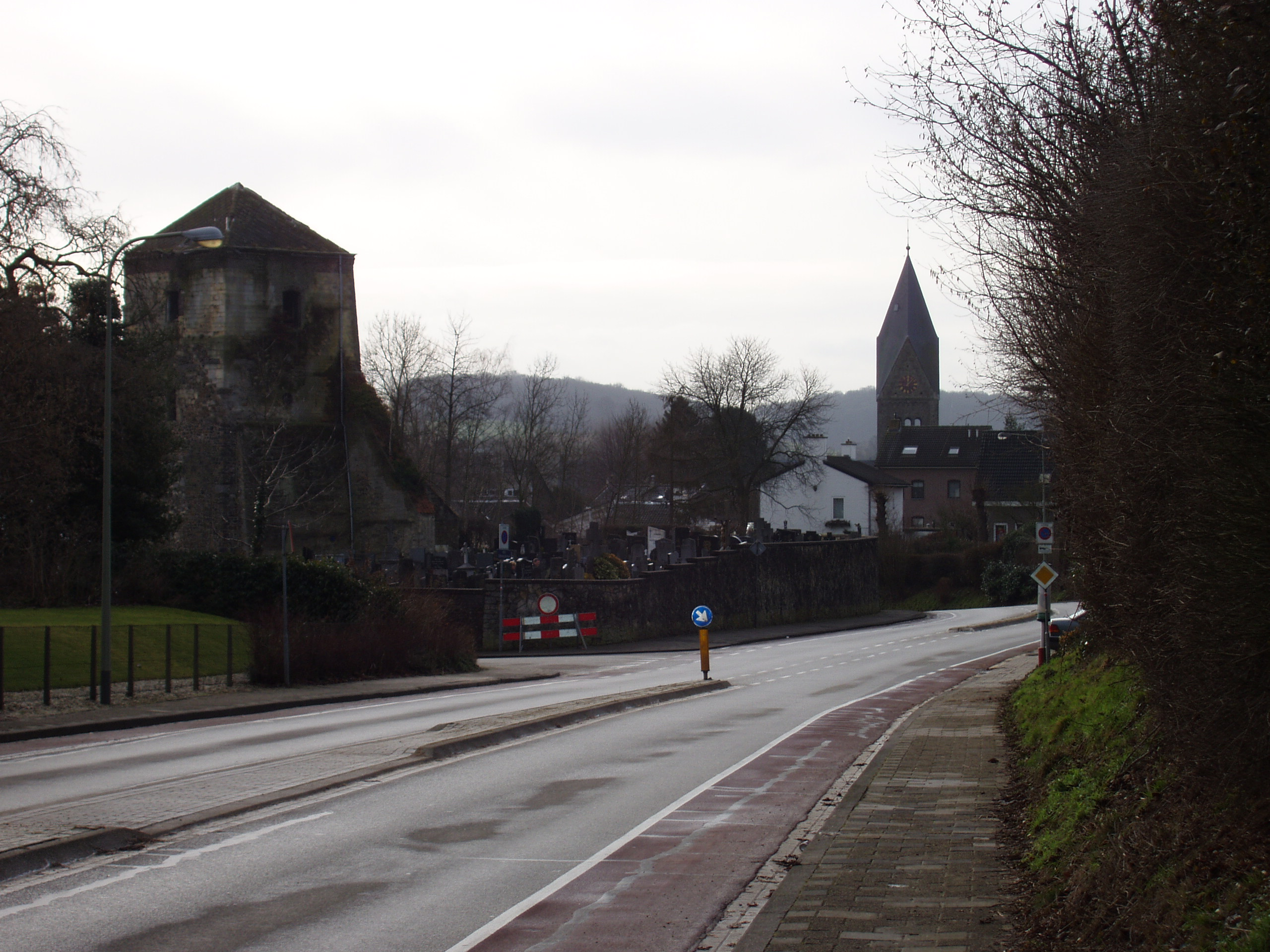
De beide kerktorens van Gulpen